# Белов, Николай Иванович (инженер)
Николай Иванович Белов (22 мая 1912, п. Романовка, Самаркандская область, Российская империя — 11 февраля 1982, Москва, СССР) — советский учёный в области создания систем управления ракетными комплексами, член-корреспондент академии Артиллерийских наук СССР (19.12.1949), дважды лауреат Сталинской премии (1943, 1946), заслуженный деятель науки и техники РСФСР (1975), доктор технических наук (1946), профессор (1950).

## Биография
С мая 1930 года — студент радио-факультета Московского энергетического института. В июне-ноябре 1930 года работал учеником на заводе «Телефункен» в Германии. В январе 1931 года возвратился в Москву и продолжил учёбу. С декабря 1934 года — техник, затем инженер Особого технического бюро при Наркомате обороны СССР. С ноября 1937 года — заместитель начальника лаборатории, с мая 1938 года — старший инженер лаборатории НИИ № 20 в Москве. Одновременно в 1936—1941 гг. заочно учился в аспирантуре Московского энергетического института. С октября 1941 года — старший инженер лаборатории того же института в Барнауле. После возвращения из эвакуации с июля 1943 года -старший научный сотрудник, с декабря 1945 года — начальник лаборатории НИИ № 20 Наркомата электропромышленности в Москве. В июне-октябре 1945 года находился в Германии для изучения немецкой реактивной техники. Работая в НИИ № 20 был дважды удостоен Сталинской премии — «За работы по созданию станции орудийной наводки СОН-2 для обеспечения прицельной стрельбы зенитной артиллерии ПВО» и «За разработку новой аппаратуры связи».
В мае 1946 года вместе с М. С. Рязанским перешел в НИИ-885 (ныне ФГУП «Российский научно-исследовательский институт космического приборостроения») на должность начальника отдела радиолиний, занимался аппаратурой каналов радиоуправления зенитных ракеты «Вассерфаль», ракеты «Рейнтохтер» и планирующей бомбы «Хеншель». С июня 1946 года — начальник отдела и главный конструктор НИИ № 885 Министерства промышленности средств связи. С января 1951 года — главный конструктор, научный руководитель отдела НИИ № 885 в Москве. По совместительству в 1946—1953 гг. работал консультантом в НИИ Министерства вооруженных сил в городе Мытищи Московской области
С июня 1953 года — заместитель директора по научной части, главный конструктор НИИ № 648 Министерства радиотехнической промышленности. С ноября 1955 года — директор — научный руководитель, главный конструктор НИИ № 648 Государственного комитета Совета министров СССР по радиоэлектронике. Под его руководством разработано более 15 единиц новых технических средств, принятых на вооружение (радиолинии «Алмаз», «Карбид», «Бекас»; аппаратура дальней УКВ-связи «Лодка», «Фрегат»; канал радиоуправления авиационной бомбой УБ-2000Ф, реактивным противотанковым снарядом «Фаланга»; система управления крылатой ракеты КСР-11, система передачи данных автоматического наведения истребителей-перехватчиков на цели «Лазурь» комплекса «Воздух-1» и др.). С 1958 по 1961 год в институте под руководством Н. И. Белова велась разработка первой отечественной системы борьбы с баллистическими ракетами средней дальности «Сатурн». С января 1961 года — начальник лаборатории НИИ автоматической аппаратуры. С марта 1976 года — начальник отдельной лаборатории НИИ автоматической аппаратуры в Москве.
Похоронен в Москве, на Новодевичьем кладбище, рядом со старшей сестрой — участницей Гражданской войны, одной из первых женщин награждённых орденом Красного Знамени Беловой Е. И. — (уч. № 1, ряд № 45, место № 36).

## Награды
Награждён орденом Ленина, орденом «Знак Почета» (1951), медалями.

## Труды
- Влияние незатухающих помех на приемное устройство. М., 1940;
- Влияние атмосферных и промышленных помех на приемное устройство. М., 1947;
- Проблемы исследований и проектирования зарубежных ракет-носителей и космических летательных аппаратов. М., 1966 (соавтор Курганов Ю. Н.).